# Jeanne Essoh
Jeanne Esso Nadège (* 5. Mai 1990 in Abidjan) ist eine ivorische Fußballspielerin und ehemalige Basketballspielerin. 

## Karriere

### Verein
Essoh begann ihre Karriere mit Club Sportif Abidjanais. Im Sommer 2010 verließ sie Abidjan und wechselte in die höchste ivorische Frauenliga zu AS Juventus de Yopougon. In ihrer ersten Saison bei Juventus, konnte sie mit ihrem Team das Double gewinnen.

### Nationalmannschaft
Seit 2008 steht sie im Kader der Ivorische Fußballnationalmannschaft der Frauen und wurde am 26. Oktober 2012 für den Coupe d’Afrique des nations féminine de football nominiert.

### Erfolge
- Ligue 1 (2): 2010 und 2012[7]
- Coupe de Côte d’Ivoire (1): 2010

## Basketballkarriere
Von 2006 bis 2010 spielte sie neben dem Fußball, auch Basketball auf professioneller Ebene. Essoh spielte für ihren Verein CSA Basket in der höchsten Frauen-Spielklasse der Elfenbeinküste.